# ジョシュ・ジョンソン (野球)
ジョシュア・マイケル・ジョンソン（Joshua Michael Johnson, 1984年1月31日 - ）は、アメリカ合衆国・ミネソタ州ミネアポリス出身の元プロ野球選手（投手）。右投左打。カナダ系アメリカ人である。

## 略歴

### プロ入り前
打者として活躍し、ケン・グリフィー・ジュニアに憧れ左打ちへ矯正。
高校2年の夏にダブルヘッダーで投げる投手がいなくなったため登板。これが投手としてのスタートとなった。

### マーリンズ時代
2002年にドラフト4巡目でフロリダ・マーリンズから指名され入団した。
2005年にAA級で12勝4敗の成績を残し、AAA級を経ないで飛び級で9月10日のフィリーズ戦でメジャーデビュー。シーズン最後の登板となった9月30日のブレーブス戦で初先発を経験した。
2006年は開幕時は中継ぎ投手だったが、5月4日以降先発投手に定着。5月、6月の2か月連続で防御率1点台を記録し、月間最優秀新人に選出された。7月終了時点で防御率は2.52でリーグ1位。新人選手が7月終了時点で防御率がリーグ1位というのはリーグ史上3人目の快挙となった。8月28日のブルワーズ戦終了時点で防御率2.87でリーグ1位だったが、その後、後退。9月12日のメッツ戦で2回途中から雨で試合が1時間22分中断し、再開後も冷えた腕で投げたため前腕部の筋肉を痛め故障者リスト入り。これがシーズン最後の登板となった。31試合に登板し、12勝7敗・防御率3.10の成績を残し、史上初の新人投手の10勝カルテットの一員となった。
2007年8月2日トミー・ジョン手術を受け、この年は4試合の登板で0勝3敗・防御率7.47の成績に終わった。

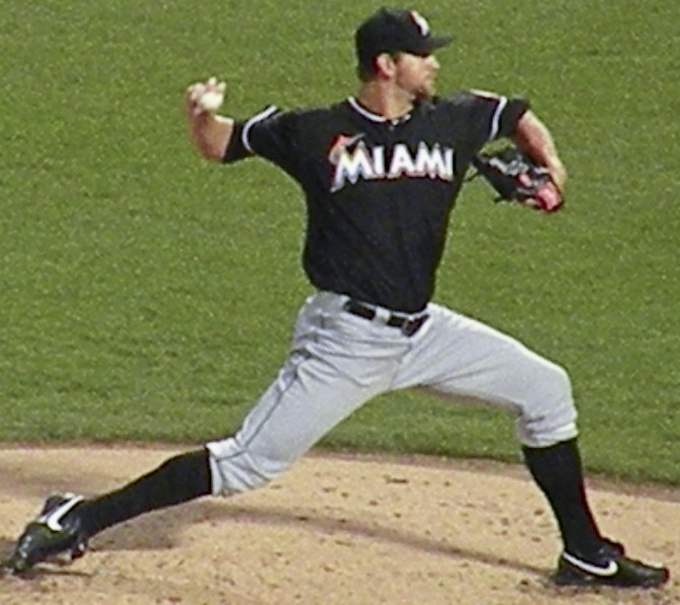
2012年4月24日

回復までに12 - 18か月かかるとみられていたが、驚異的な回復をみせ、2008年6月にマイナーで復帰。7月10日にメジャー復帰を果たし、シーズン終了までに14試合の登板で7勝1敗・防御率3.61を記録。
2009年は初めてフルシーズンを先発として乗り切り、オールスターゲームにも初選出された。15勝（リーグ4位タイ）を挙げてエース格に成長した。
2010年1月14日に4年3900万ドルで契約延長。シーズンでは2年連続でオールスターゲームに選出され、初の主要タイトルとなる最優秀防御率に輝いたが、最後の1ヶ月は故障者リストに入った。サイ・ヤング賞の投票では5位だった。
2011年も故障続きで僅か9試合の登板に終わる。この頃から、盛んにトレードの噂が流れるようになる。
2012年は故障から復活を果たし31試合に先発すると、防御率3.81・WHIP1.28とまずまずの結果を残したが、チーム打率.244（リーグ13位）、チーム得点609（リーグ15位）と援護に恵まれず8勝14敗と大きく負け越した。

### ブルージェイズ時代
2012年11月13日にマーク・バーリー、ホセ・レイエス、ユネル・エスコバーら総勢11人が動く大型トレードでトロント・ブルージェイズに移籍した。
2013年10月31日にFAとなった。

### パドレス時代
2013年11月19日にサンディエゴ・パドレスと単年800万ドルの契約を結んだ。
2014年3月29日に右肘の故障で15日間の故障者リスト入りし、4月24日に2度目となるトミー・ジョン手術を受けた。この年は手術の影響でシーズンを全休した。オフの10月30日にパドレスが400万ドルの球団オプションを破棄したため、FAとなった。
2015年1月7日にパドレスと100万ドル+出来高の1年契約で再契約した。9月14日にAAA級レイク・エルシノア・ストームで2度目の手術明け初登板を果たしたが、その後間もなく3度目のトミー・ジョン手術を受けることが発表され、2016年シーズンを全休することが濃厚となった。オフの11月2日にFAとなった。

### 引退
2016年11月1日にサンフランシスコ・ジャイアンツとマイナー契約を結んだが、2017年1月19日に現役引退を表明。

## 詳細情報

### 年度別投手成績
| 年 度     | 球 団     | 登 板 | 先 発 | 完 投 | 完 封 | 無 四 球 | 勝 利 | 敗 戦 | セ 丨 ブ | ホ 丨 ル ド | 勝 率 | 打 者 | 投 球 回 | 被 安 打 | 被 本 塁 打 | 与 四 球 | 敬 遠 | 与 死 球 | 奪 三 振 | 暴 投 | ボ 丨 ク | 失 点 | 自 責 点 | 防 御 率 | W H I P |
| --------- | --------- | ----- | ----- | ----- | ----- | -------- | ----- | ----- | -------- | ----------- | ----- | ----- | -------- | -------- | ----------- | -------- | ----- | -------- | -------- | ----- | -------- | ----- | -------- | -------- | ------- |
| 2005      | FLA MIA   | 4     | 1     | 0     | 0     | 0        | 0     | 0     | 0        | 0           | ---   | 55    | 12.1     | 11       | 0           | 10       | 0     | 1        | 10       | 0     | 0        | 5     | 5        | 3.65     | 1.70    |
| 2006      | FLA MIA   | 31    | 24    | 0     | 0     | 0        | 12    | 7     | 0        | 0           | .632  | 659   | 157.0    | 136      | 14          | 68       | 6     | 4        | 133      | 3     | 1        | 63    | 54       | 3.10     | 1.30    |
| 2007      | FLA MIA   | 4     | 4     | 0     | 0     | 0        | 0     | 3     | 0        | 0           | .000  | 82    | 15.2     | 26       | 1           | 12       | 3     | 0        | 14       | 1     | 0        | 17    | 13       | 7.47     | 2.43    |
| 2008      | FLA MIA   | 14    | 14    | 1     | 0     | 0        | 7     | 1     | 0        | 0           | .875  | 365   | 87.1     | 91       | 7           | 27       | 1     | 1        | 77       | 4     | 0        | 36    | 35       | 3.61     | 1.35    |
| 2009      | FLA MIA   | 33    | 33    | 2     | 0     | 0        | 15    | 5     | 0        | 0           | .750  | 855   | 209.0    | 184      | 14          | 58       | 6     | 6        | 191      | 10    | 0        | 77    | 75       | 3.23     | 1.16    |
| 2010      | FLA MIA   | 28    | 28    | 1     | 0     | 0        | 11    | 6     | 0        | 0           | .647  | 744   | 183.2    | 155      | 7           | 48       | 2     | 5        | 186      | 4     | 0        | 51    | 47       | 2.30     | 1.11    |
| 2011      | FLA MIA   | 9     | 9     | 0     | 0     | 0        | 3     | 1     | 0        | 0           | .750  | 234   | 60.1     | 39       | 2           | 20       | 2     | 1        | 56       | 2     | 1        | 13    | 11       | 1.64     | 0.98    |
| 2012      | FLA MIA   | 31    | 31    | 0     | 0     | 0        | 8     | 14    | 0        | 0           | .364  | 798   | 191.1    | 180      | 14          | 65       | 7     | 4        | 165      | 5     | 0        | 84    | 81       | 3.81     | 1.28    |
| 2013      | TOR       | 16    | 16    | 0     | 0     | 0        | 2     | 8     | 0        | 0           | .200  | 384   | 81.1     | 105      | 15          | 30       | 3     | 3        | 83       | 4     | 0        | 64    | 56       | 6.20     | 1.66    |
| 通算：9年 | 通算：9年 | 170   | 160   | 4     | 0     | 0        | 58    | 45    | 0        | 0           | .563  | 4176  | 998.0    | 927      | 74          | 338      | 30    | 25       | 915      | 33    | 2        | 410   | 377      | 3.40     | 1.27    |

- 各年度の太字はリーグ最高
- FLA（フロリダ・マーリンズ）は、2012年にMIA（マイアミ・マーリンズ）に球団名を変更

### タイトル
- 最優秀防御率：1回（2010年）

### 表彰
- 月間最優秀投手：2回（2010年6月、2011年4月）
- 月間最優秀新人：2回（2006年5月、2006年6月）
- 週間MVP：1回（2009年4月12日）

### 記録
- MLBオールスターゲーム選出：2回（2009年 - 2010年）

### 背番号
- 55（2005年 - 2013年）